# Medaille voor Dapperheid (Rusland)
De Medaille voor Dapperheid (Russisch: "Медаль «За храбрость»") was een Russische onderscheiding die tussen 1789 en 1913 werd uitgereikt. De medaille werd aan soldaten en andere personen zonder rang uitgereikt voor moed in vredes- of oorlogstijd. Men droeg de medaille aan het geel met zwarte lint van de exclusieve Orde van Sint-George. 

## De medaille van 1789
De eerste medaille van deze soort is een in 1789 aan de verkenners van de troepen van maarschalk Aleksandr Soevorov verleende zilveren medaille aan het lint van de Orde van Sint-George. Op de voorzijde is een zittende Catharina de Grote afgebeeld.

## De medaille uit 1807
De in juni 1807 door 1807 door tsaar Alexander I van Rusland ingestelde medaille werd aan officieren en soldaten uit de oostelijke grensgebieden van het Russische Rijk verleend. Vaak was dat de zeer onrustige Kaukasus waar Russen en hun onderworpen bondgenoten zoals Kozakken en Armenen tegenover lokale vrijheidsstrijders zoals Tsjetsjenen stonden. De eerste gouden en zilveren medailles werden aan een lint om de hals gedragen.
In november 1820 werd een gouden medaille "met diamanten" aan het lint van de Orde van Sint-George uitgereikt aan de "Broeder-legersergeant van Circasische nationaliteit  Hanukkah Hanukkah Cherie Kaplan" voor zijn moed tijdens het verdrijven van Circasische opstandelingen die het Kozakkenleger van de tsaar aanvielen. 
Tsaar Alexander I verleende meer dan 100 gouden en meer dan 80 zilveren medailles. Op alle medailles was op de voorzijde de tsaar afgebeeld met op de achterzijde de opdracht "voor moed". 
De medailles werden, afhankelijk van de gunst van de tsaar, aan de linten van de Orde van Sint-George, de Orde van Sint-Alexander Nevsky of Sint-Anna gedragen.

## De medaille uit 1810
In 1810 werden op initiatief van minister van Oorlog Mikhail B. Barclay de Tolly enige medailles met Arabisch rondschrift en opdracht geslagen voor moed tijdens de Russisch-Perzische Oorlog van 1804-1813. De tsaar verleende negen gouden medailles met een diameter van 51 millimeter. Onder de gedecoreerden waren shamshadilskih Agalarov,  Masi-bek Seyit Bey, Samat-bek Mamat-Hasan-aga-aga Ugurlu en de Armeen Hovhannes Kalantar.
Alexander I verleende ook medailles voor dapperheid in goud en zilver voor moed tijdens het neerslaan van de Poolse opstand in 1831. 
De medaille werd voor moed in gevechten met mensen en wilde dieren (zoals wolven en Siberische tijgers) verleend. De medewerkers van de politie en de veiligheidsdiensten en Ochrana, de kozakken, milities en vrijwillige ruiterij kwamen voor de medaille in aanmerking. In 1887 werd deze kring uitgebreid met de grenswachten.
Op 10 augustus 1913 werd de medaille door de eveneens in vier graden verleende Medaille van Sint-George vervangen.

## De medaille
Op de voorzijde is de kop van de tsaar, laatstelijk Nicolaas II van Rusland afgebeeld met het rondschrift "Б. М. НИКОЛАЙ II ИМП. И САМОД. ВСЕРОСС".  Op de keerzijde stond de opdracht "ЗА ХРАБРОСТЬ" (voor dapperheid) binnen een krans van palm-, lauwer- en eikenblad. Op andere medailles werd alleen de klasse en het serienummer vermeld. Men droeg de grote medaille met een diameter van 50 millimeter aan een lint om de hals en de kleine medaille  aan het vijfhoekig opgemaakte lint van de Orde van Sint-George. In batons was niet voorzien. 
Er waren vier graden:
- Grote Gouden Medaille, de medaille met een diameter van 50 millimeter werd aan een lint om de hals gedragen.
- Kleine Gouden Medaille, de medaille met een diameter van 38 millimeter werd aan een vijfhoekig opgemaakt lint op de linkerborst gedragen.
- Grote Zilveren Medaille, de medaille met een diameter van 50 millimeter werd aan een lint om de hals gedragen.
- Kleine Zilveren Medaille, de medaille met een diameter van 38 millimeter werd aan een vijfhoekig opgemaakt lint op de linkerborst gedragen.

Na 1905, toen de een Medaille van Sint-George werd ingesteld voor algemeen gebruik in het leger, bleef de oude Medaille voor Dapperheid in gebruik voor de blanke inwoners in de grensgebieden van Rusland en de lagere rangen van de politie.  
De tsaren kenden ieder jaar tientallen, in onrustige jaren zelfs honderden van deze kostbare zilveren en gouden medailles toe. De onderscheidingen moesten kostbaar zijn om de waardering van de tsaar tot uitdrukking te brengen in de niet-Europese grensgebieden van het Rijk. In 1904 waren er 105 op de borst te dragen gouden medailles uitgegeven en in 1905 verleende men 235 gouden medailles aan een halslint. In het revolutiejaar 1906 werden zelfs 1879 medailles uitgereikt.